# Issipile
Issipile ist ein Opern-Libretto in drei Akten von Pietro Metastasio. Es wurde erstmals in der Vertonung von Francesco Bartolomeo Conti am 7. Februar 1732 in Wien aufgeführt. Insgesamt wurde es knapp dreißig Mal vertont.
Eine deutsche Übersetzung des Librettos von Johann Anton Koch erschien 1769 unter dem Namen Hypsipyle im zweiten Band seiner unvollendet gebliebenen Gesamtausgabe Des Herrn Abt Peter Metastasio Kayserl. Königl. Hofpoetens Dramatische Gedichte.

## Handlung
In der Vorgeschichte haben die Soldaten der griechischen Insel Lemnos das Nachbarland Thrakien besetzt und dort neue Familien gegründet. Fünf Jahre später kehren sie nach Lemnos zurück. Ihre dort zurückgebliebenen Erstfrauen unter der Führung von Eurinome rächen sich nun mit einem Massaker an allen Männern. Lediglich Hypsipyle (hier Issipile genannt), die Verlobte des Argonauten-Anführers Iason (Giasone) widersetzt sich und rettet ihren Vater, König Thoas (Toante). Eurinome hat einen Sohn, Learco, der früher mit Issipiles Vertrauter Rodope liiert war, diese aber verließ, als er sich in Issipile verliebte. Da sie seine Liebe nicht erwiderte, versuchte er sie zu entführen. Er wurde verbannt und täuschte seinen eigenen Tod vor, um dem Piratenhandwerk nachzugehen. Im Verlauf der Oper kehrt er zurück und versucht erneut, Issipile zu erobern.

„Die vor Alters streitbaren Inwohner von Lemnos, heutiges Tages Stalimene, einer der fürnehmsten Insuln des sogenannten Archipelagi oder Ægeischen Meeres, waren nach dem nahe bey liegenden Thracien übergeschiffet und davon durch die Waffen Meister geworden; Indem sie sich aber in ihrer Eroberung feste zu setzen suchten, liessen sie sich von ihren sie liebkosenden Feindinnen, denen Töchtern selbiges Landes, dermassen einnehmen, daß sie darüber der Rückkehr in ihr Vaterland und ihrer allda hinterlassenen Weiber und Kinder fast gäntzlich vergassen, durch welche Verächtlichkeit und geteuschte Sehnsucht diese ihre vorige Liebe in einen hefftigen Haß zu verwandeln angetrieben wurden.
Ob nun zwar endlich Toantes, jener ihr König und Heerführer, sie zu der Heimreise überredete, weil er die Verlobung seiner eintzigen Tochter und Erbin, der Issipile, (wird nach dem Griechischen eigentlich Hypsipile geschrieben) mit Jason, dem Fürsten Thessaliens, vollziehen lassen, und dabey gerne selbst gegenwärtig seyn wollte, so war doch sothane Wiederkunfft denen Weibern in Lemnos gar nicht angenehm, denn es stack ihnen nicht nur der Groll wegen des langen Aussenbleibens ihrer Männer noch im Kopffe, sondern es hatte sich auch ein falsches Geschrey unter ihnen ausgebreitet, als ob ihre verhasste Nebenbuhlerinnen, ihnen zum empfindlichsten Schimpffe und Abbruche, aus Thracien mitkommen würden: Worüber dann die Eifersucht in eine solche Wuth ausschlug, daß sie einhellig beschlossen, das sämtliche Mannsvolck bey dessen Ankunfft zu ermorden, welches sie auch unter dem Scheine einer zärtlichen Bewillkommung und Umarmung bewerckstelligten, worzu ihnen das eben um dieselbe Zeit einfallende Bacchus-Fest um desto mehr beförderlich war, als an welchem vermöge des gebräuchlichen Heydnischen Götzen-Dienstes denen Weibern frey stund, sich vollzusauffen und nach Belieben zu schwärmen und zu rasen, mithin unter dergleichen Lärmen das klägliche Schreyen derer Umkommenden nicht so leicht vernommen werden konnte.
Issipile, die billig den äussersten Abscheu trug, ihren Vater um das Leben zu bringen, und keine Gelegenheit hatte, ihn zu wahrschauen, bevor er in Lemnos anlangte, fiel demnach auf den klugen Rath, sich gleich dem übrigen Frauenvolcke toll und ergrimmt zu bezeigen, und errettete ihn unter dieser Verstellung, fürgebend, daß sie ihn mit eigner Hand getödtet hätte; Es kahm aber der tugendhaften Prinzeßin die mitleidentliche List sehr theuer zu stehen, denn sie durffte die Wahrheit nicht offenbaren, weil sie sonst selber des Lebens nicht sicher gewesen wäre, und da sie solche verschwieg, so zog sie sich den Haß ihres geliebten Jasons auf den Hals, welcher damahls auch mit seinen Argonauten (hiessen nach der bekannten Fabul ein Kern hertzhaffter Kriegsleute und Seefahrer, die unter seiner Anführung das von Drachen bewachte güldne Vließ zu Colchis erobert haben) auf der Küste von Lemnos gelandet war.
Eurinome, die nebst gedachter allgemeinen noch eine sie besonders angehende Ursache hatte, warff sich zur Rädelsführerin der Weiblichen Zusammenschwörung auf: Denn nachdem Learchus, ihr Sohn, der die Issipile schon lange geliebet und vergebens zur Braut, ja sie freventlich zu entführen gesuchet, deswegen und um dem Zorne des Toantes zu entweichen, Land-flüchtig werden muste, wobei er ein Gerüchte, ob hätte er sich aus Verzweifelung selbst umgebracht, ausgesprenget, so veranlasste sein vermeynter Tod bey der Eurinome gegen den König eine unversöhnliche Rachgier, die sie bey dessen Zurückkunfft, unter dem Fürwande einer zu ahndenden Beleidigung des Weiblichen Geschlechtes überhaupt, zu kühlen und auszuüben gesonnen war.
Indessen hatte sich der verbannete Learchus zu einer Bande von See-Räubern geschlagen, deren Hauptman er geworden, und weil ihm ungeachtet und seit seiner langen Entfernung die Liebe zur Issipile doch noch beständig im Sinne lag, so wagte er bey Vernehmung, daß ihre Hochzeit mit dem Jason für sich gehen sollte, noch einen Streich, und stieg mit seinem Gesindel auf dem Eylande Lemnos unvermerckt aus, um die Entführung der Prinzeßin von neuen zu unternehmen, oder wenigstens die Vermählung zu hindern, worinnen es ihm auch in so weit glückte, daß er den alten Toantes gefangen bekahm und damit die Gegenliebe der Tochter zu erzwingen hoffte.
Was die Rodope betrifft, so spielet sie ihre Rolle auf gewisse Art zwar ziemlich gleichgültig, jedoch kömmt ihre Edelmüthigkeit, da sie ihrem falschen Liebhaber, dem Learchus das Leben erhält, auch wohl in Anmerckung, und sie kan manchen allzuhitzigen Frauenzimmer zu einem Spiegel dienen.
Endlich gewinnet alles einen gewünschten Ausgang, und Issipile, nachdem ihr der unsinnig verliebte Learchus genug Hertzens-Quaal angethan, siehet denselben, sich und seine Bosheit selbst bestrafen, ihren Vater befreyet, die Unruhe in Lemnos gestillet, und bekömmt den Jason, nach Benehmung seines gehegten Zweifels, als Gemahl an ihrer Seite.
Solches ist ungefähr der Inhalt gegenwärtig aufzuführender Geschichte, davon Herodotus, Ovidius, Statius, Apolodorus und andre alte Scribenten nachgelesen werden können, in Betracht derer hinzugefügten Erdichtungen aber muß der Teutsche Uebersetzer dem Italischen Poeten zum Ruhme nachsagen, daß hier alles, was an Intrigue, Surprise, Sitten-Lehre, Erhebung, Wettstreite und Vermischung von Affecten etc. zu einem rechtschaffenen Theatralischen Stücke erfordert wird, unvergleichlich wohl angebracht sey, insonderheit thut sich die Zärtlichkeit der Kindes-Pflicht hervor, da ihr so gar die Liebe zu einem vollkommen würdigen Bräutigam nachgiebt, daher man auch dem Wercke den Titul, Sieg der Kindlichen Liebe, vorzusetzen nicht umhin gekommt hat. Die Fürtrefflichkeit der Musik dieses Sing-Spieles will man nicht erst lange heraus streichen, sondern das Urtheil davon dem delicaten Geschmacke eines unpartheyischen Kenners überlassen; Schlüßlich um die Midas-Ohren und Thamyras-Blindheit eines Nasenweisen Geelschnabels oder sonst unverständigen Tadlers unbekümmert bleibend, als den man einiger Antwort niemahls werth achten wird.
O Lampe, die du dir recht schön zu leuchten dünckst,
Dir selber blos wohl reuchst, und doch bei andern stinckst,
Laß deiner Weisheit Glantz nur bey den Hottentotten,
Bey tausend Lichtern muß der Schau-Platz deiner spotten!“

Die folgende Inhaltsangabe basiert auf der deutschen Übersetzung des Librettos von Christoph Gottlieb Wend, die Francesco Bartolomeo Contis Vertonung aus dem Jahr 1737 zugrunde liegt.

### Erster Akt
Bacchus-Tempel

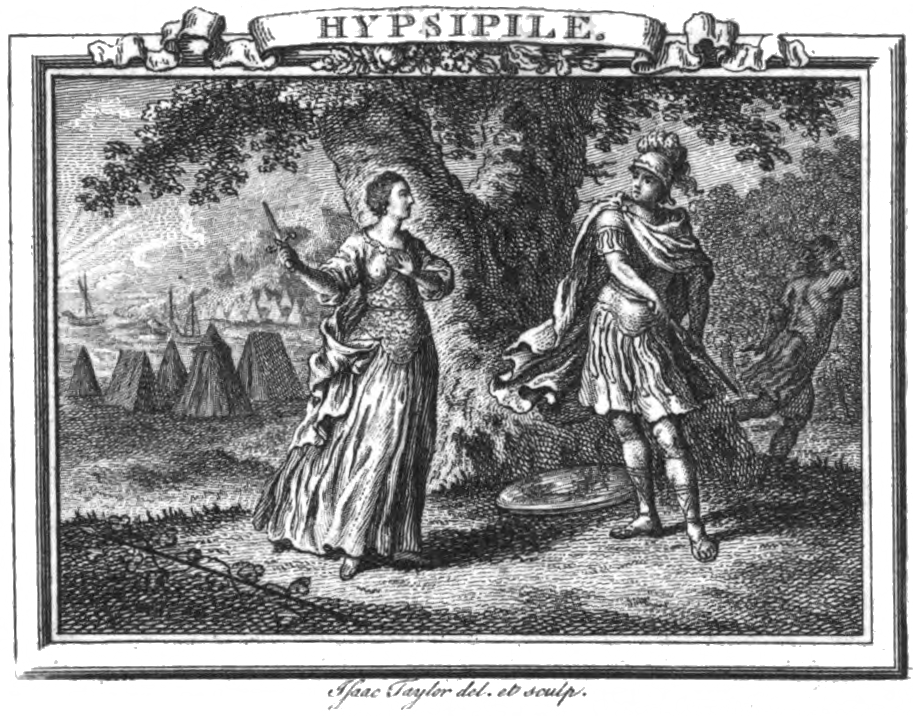
Bild aus der Textausgabe, London 1767

Anlässlich der Hochzeit von Issipile mit Giasone kehrt ihr Vater, König Toante, mit seinen Soldaten nach Lemnos heim. Sie werden jedoch bereits von ihren rachsüchtigen Ehefrauen erwartet, die einen Eid geschworen haben, sie ausnahmslos zu töten. Da gleichzeitig ein Bacchusfest stattfindet, sollen die Morde in diesem Rahmen gleichsam unauffällig erfolgen, ohne großes Aufsehen zu erregen. Issipile jedoch hat den Eid nur zum Schein abgelegt, um ihren Vater retten zu können, ohne Verdacht bei den anderen zu erregen. Die Anführerin Eurinome hegt speziellen Hass auf Toante, weil sie ihn für den Tod ihres Sohnes Learco verantwortlich macht. Sie schlägt Issipile daher vor, ihn selbst zu töten, was diese ablehnt. Für die Warnung ist es jedoch bereits zu spät, weil Toante bereits an Land gekommen ist. Er wundert sich über Issipiles kühle Begrüßung nach der langen Trennung.
Der für tot gehaltene Learco erscheint bei seiner früheren Geliebten Rodope und erklärt ihr, dass er das Gerücht von seinem Tod selbst verbreitet habe, um Toante zu täuschen. Sie glaubt nicht, dass er ihretwegen zurückgekehrt ist, warnt ihn aber dennoch vor dem bevorstehenden Massaker. Insgeheim plant Learco, Issipile zu entführen.
Wald
Issipile hat ihren Vater Toante in Sicherheit gebracht. Sie will Eurinome mit Hilfe eines geschlachteten Lamms vorgeben, Toante getötet zu haben. Das Gespräch wird jedoch von Learco belauscht. Nachdem sie gegangen ist, kommt Learco aus seinem Versteck und bringt Toante durch eine Lüge dazu, die Gegend zu verlassen. Der erste Schritt seines Planes ist damit gelungen.
Königlicher Saal
Inzwischen glaubt auch Rodope, dass Issipile ihren Vater getötet hat. Issipile will den Irrtum aufklären, wird aber von Eurinome unterbrochen. Sie berichtet, dass man einen Mann auf der Straße gesehen habe. Eine von ihnen müsse daher eine Verräterin sein.
Giasone ist vorzeitig zur geplanten Hochzeit mit Issipile gekommen, weil er sie überraschen wollte. Er ist verärgert über den Empfang, den man ihm bereitet hat und treibt einige der als Bacchantinnen gekleideten Frauen mit dem Degen vor sich her. Weil er nicht mit den anderen Männern von Lemnos gekommen ist, soll er selbstverständlich vom Massaker verschont werden. Eurinome erzählt ihm nun von dem Racheakt. Er ist entsetzt und schwört, den König rächen zu wollen. Als Eurinome erklärt, dass dieser von seiner Braut Issipile selbst getötet worden sei, verlässt er sie empört. Issipile will jedoch zuerst ihren Vater in Sicherheit wissen, bevor sie Giasone die Wahrheit sagen kann.

### Zweiter Akt
Garten mit einem kleinen düsteren Wald
Learco wartet versteckt auf Issipile. Zunächst kommt jedoch seine Mutter Eurinome. Sie erblickt ihn für einen Moment und wundert sich, weil sie glaubt, ihren toten Sohn gesehen zu haben. Auf der Suche nach ihrem Vater kommt Issipile hinzu. Weil es dunkel ist, hält sie Eurinome für Rodope und trägt ihr auf, Giasone zu sagen, dass der König noch am Leben sei und Giasone sich mit seinem Heer bereithalten solle, um ihnen bei der Flucht zu helfen. Eurinome hat ihren Verrat nun entdeckt und läuft wütend fort. Jetzt kommt Learco aus seinem Versteck. Sie hält ihn für Toante und berichtet ihm von der erwarteten Unterstützung durch Giasone. Weil sie Leute kommen hören, versteckt sich Learco wieder. Eurinome kommt in Begleitung bewaffneter Bacchantinnen zurück, um Toante festzunehmen, und stellt Issipile zur Rede. Sie befiehlt, den ganzen Wald in Brand zu stecken und zieht ihr Schwert, um den erwarteten Toante zu töten. Dabei trifft sie beinahe ihren Sohn Learco, der sich ihr zu erkennen gibt, aber von den Bacchantinnen festgenommen wird. Auch Rodope kommt hinzu. Sie hat immer noch Gefühle für Learco und entschließt sich, ihn durch eine List zu retten. Dazu befiehlt sie den Bacchantinnen, ihn an einen Baum zu binden und zu erschießen. Damit seine Mutter das nicht mitansehen muss, wird sie weggeführt. Auch Issipile entfernt sich. Die übrigen Bacchantinnen schickt Rodope unter dem Vorwand fort, die Hinrichtung zu einer öffentlichen Darbietung machen zu wollen, zu dem sie ein Schaugerüst bauen sollen. Schließlich ist sie mit Learco allein, erklärt ihm ihre List und lässt ihn frei. Learco macht sich Gedanken über seine mangelnde Tugendhaftigkeit.
Wald mit Zelten
Giasone sitzt alleine auf einem Felsen und schläft ein. Learco findet ihn und zieht spontan den Degen, um seinen Nebenbuhler zu töten. Da er sich aber gerade vorgenommen hat, ein besseres Leben zu führen, überlegt er es sich anders und bleibt in Gedanken stehen. Issipile ist immer noch auf der Suche nach ihrem Vater. Sie erblickt Learco mit dem Degen. Dieser hat sich nun doch entschlossen, den Stoß auszuführen, wird aber im letzten Moment von ihr daran gehindert. Schließlich gibt er ihr das Schwert, weckt Giasone und flieht. Giasone glaubt nun, Issipile habe versucht, ihn zu töten. Sie erklärt ihm, dass sie ihn beschützt habe und auch ihr Vater noch lebe. Giasone jedoch glaubt ihr nicht. Ihren verzweifelten Versuch, sich selbst zu töten, unterbindet er und schickt sie fort. Traurig geht sie, um Trost in der Wildnis zu finden.
Vorhof im königlichen Palast
Giasone trifft auf Toante und wundert sich, ihn am Leben zu finden. Jetzt erkennt er, dass Issipile nicht gelogen hatte. Weil die von den Bacchantinnen ausgehende Gefahr noch nicht vorüber ist, ruft er seine Argonauten zu den Waffen und macht sich auf die Suche nach Issipile.

### Dritter Akt
Abgelegene einsame Gegend zwischen der Stadt und dem Meer
Learco war mit zweien seiner Seeräuber vergeblich auf der Suche nach Issipile. Da erblickt er Toante und schickt seine Begleiter los, um Verstärkung zu holen. Zum Schein bittet er Toante um Vergebung für seine früheren Taten. Da er sich gebessert zu haben scheint, ist Toante dazu bereit. Learco zieht seine Danksagungen in die Länge, bis seine Kumpanen zurückkommen und Toante gefangen nehmen.
Rodope hat die Entführung beobachtet und bittet Learco, Toante zu retten. So könne er seine früheren Vergehen wiedergutmachen. Learco jedoch gesteht ihr, dass er selbst Toante festgenommen habe und trägt ihr auf, dies Issipile mitzuteilen. Nachdem er gegangen ist, kommt Issipile und berichtet Rodope, dass Giasone die Bacchantinnen besiegt habe und die Gefahr endlich vorbei ist. Rodope erzählt Issipile nun von Toantes Gefangennahme durch Learco und die Piraten. Sie teilen es Giasone mit, der sofort mit seinen Argonauten aufbricht, um Toante zu befreien.
Eurinome ist auf der Suche nach ihrem Sohn Learco und fragt Rodope nach ihm. Diese bereut nun allerdings, ihn zuvor befreit zu haben und lässt Eurinome allein zurück. Eurinome liebt ihren Sohn trotz all seiner Fehler.
Meeresküste und Learcos Schiffe mit einem Landesteg
Giasone, die Argonauten, Issipile und Rodope befinden sich am Ufer, während Learco Toante auf einem der Schiffe bedroht. Learco schlägt einen Austausch vor. Ihr Vater werde am Leben gelassen, wenn Issipile zu ihm komme und seine Braut werde. Issipile macht sich auf den Weg, wird aber von Toante zurückgewiesen, der es nicht zulassen möchte, dass sie einen Räuber heiratet. Lieber wolle er sterben. Nun kommt auch Eurinome hinzu. Sie wird sofort von Giasone festgenommen, der jetzt ein Druckmittel hat und Learco einen Austausch seiner Mutter gegen Toante anbietet. Learco liegt jedoch nichts an ihr und lehnt ab. Erst als Giasone den Arm hebt, um sie zu töten, gibt er auf. Er ersticht sich selbst und stürzt sterbend ins Meer. Eurinome fällt in Ohnmacht. Die Argonauten befreien Toante und bringen ihn an Land. Issipile, Giasone und Toante sind endlich glücklich vereint, und auch Rodope nimmt an der Freude teil.

## Geschichte
Die mythische Sage der Hypsipyle wird in mehreren klassischen Quellen berichtet. Dazu gehören insbesondere das erste Buch der Argonautika von Apollonios und das zweite Buch der Argonautica von Gaius Valerius Flaccus. Weitere Quellen sind das erste Buch der Bibliotheke des Apollodor, das sechste Buch der Historien des Herodot, die Nummer 15 der Fabulae von Hyginus, der sechste Brief der Heroides von Ovid und das fünfte Buch der Thebais von Statius.
Möglicherweise kannte Metastasio Aurelio Aurelis Libretto L’Issifile amazone di Lenno, das 1697 in Pesaro in einer Vertonung von Pietro Porfiri aufgeführt worden war. Mit Sicherheit jedoch diente Metastasios Fassung selbst als Vorlage für die 1762 geschriebene Tragödie Zelmire von Pierre-Laurent Buirette de Belloy.
Die Uraufführung fand im Februar 1732 im Kleinen Hoftheater in Wien statt. Die Bühnenbilder der aufwändigen Produktion stammten von Giuseppe Galli da Bibiena. Es war Metastasios zweites für Wien geschriebenes Werk und wurde von Kaiser Karl VI. hoch geschätzt.
Eine konzertante Aufführung der Oper von Francesco Bartolomeo Conti fand 2014 in der Wigmore Hall in London statt.

## Vertonungen
Folgende Komponisten legten dieses Libretto einer Oper zugrunde:
| Komponist                     | Uraufführung                                       | Aufführungsort | Anmerkungen |  |
| ----------------------------- | -------------------------------------------------- | -------------- | --- |  |
| Francesco Bartolomeo Conti    | 7. Februar 1732, Hoftheater                        | Wien           | auch im Herbst 1733 in Jarmeritz; 1733 in Braunschweig; überarbeitet als Sieg der kindlichen Liebe, oder Issipile (teilweise deutsche Übersetzung von Christoph Gottlieb Wend) am 20. Februar 1737 in der Oper am Gänsemarkt in Hamburg |  |
| Antonio Bioni                 | Karneval 1732, Theater im Ballhaus                 | Breslau        | |  |
| Johann Adolph Hasse           | 1. Oktober 1732, Teatro San Bartolomeo             | Neapel         | 1742 im Teatro San Carlo in Neapel |  |
| Giovanni Porta                | 22. November 1732, Teatro San Giovanni Crisostomo  | Venedig        | auch im Herbst 1735 in Lucca und im Frühjahr 1737 im Teatro de’ Nobili in Perugia |  |
| Francesco Feo                 | 1733, Teatro Regio                                 | Turin          | |  |
| Nicola Antonio Porpora        | Karneval 1733, Palazzo Rucellai                    | Rom            | ursprünglich 1732 für das Teatro delle Dame komponiert |  |
| Pietro Giuseppe Sandoni       | 8. April 1735, King’s Theatre am Haymarket         | London         | Libretto bearbeitet von Angelo Maria Cori |  |
| Baldassare Galuppi            | 26. Dezember 1737, Teatro Regio                    | Turin          | erste Fassung |  |
| Pietro Chiarini               | Karneval 1740, Teatro dell’Accademia degli Erranti | Brescia        | |  |
| Konstantin Bellermann         | 1741                                               | Mainz          | |  |
| Leonardo Leo                  | 19. Dezember 1742, Teatro San Carlo                | Neapel         | |  |
| John Christopher Smith        | 1743                                               |                | |  |
| Giovanni Verocai              | 1743                                               | Braunschweig   | als Hissifile |  |
| Antonio Maria Mazzoni         | 15. Januar 1748                                    | Macerata       | |  |
| Baldassare Galuppi            | 1750                                               | Bologna        | zweite Fassung; auch Karneval 1756 im Teatro Ducale in Parma |  |
| Christoph Willibald Gluck     | Karneval 1752, Nuovo Teatro                        | Prag           | |  |
| Ignaz Holzbauer               | 4. November 1754, Hoftheater                       | Mannheim       | |  |
| Pasquale Errichelli           | 18. Dezember 1754, Teatro San Carlo                | Neapel         | |  |
| Florian Leopold Gassmann      | Karneval 1758, Teatro San Moisè                    | Venedig        | |  |
| Gioacchino Cocchi             | 14. Mai 1758, King’s Theatre am Haymarket          | London         | |  |
| Giuseppe Scarlatti            | Herbst 1760, Burgtheater                           | Wien           | |  |
| Giuseppe Sarti                | Frühjahr 1761, Det Kongelige Teater                | Kopenhagen     | |  |
| anonym                        | 26. Dezember 1763, Teatro San Carlo                | Neapel         | auch im Sommer 1764 im Teatro di Santa Cecilia in Palermo |  |
| Johann Gottfried Schwanberger | 1766, Hoftheater                                   | Braunschweig   | überarbeitet am 10. Februar 1767; auch 1772 in Kassel |  |
| Pasquale Anfossi              | 8. Mai 1784, King’s Theatre am Haymarket           | London         | Libretto bearbeitet in zwei Akten von Antonio Andrei |  |
| Gaetano Marinelli             | 12. November 1796, Teatro La Fenice                | Venedig        | in zwei Akten |  |
| Johann Nepomuk von Poißl      | nicht aufgeführt, komponiert 1818                  |                | |  |
| John Lodge Ellerton           | vermutlich 1825                                    |                | Zuschreibung unsicher |  |

## Aufnahmen und Aufführungen in neuerer Zeit
- Antonio Bioni:
  - 2021: Tonaufnahme der Oper im Schloss Stettin in Partnerschaft mit Ars Augusta mit dem Lausitzer Barockensemble unter der Leitung von Enrique Gómez-Cabrero Fernández. Die Sänger waren Jakub Borgiel (Toante), Merlind Pohl (Issipile), Małgorzata Przybysz (Eurinome), Jakub Borowczyk (Giasone), Georgia Tryfona (Rodope) und Roberto Jachini Virgili (Learco). Anschließend gab es in der Willa Lentza in Stettin ein Videoprojekt in der Regie von Piotr Jedrzejas mit Kostümen von Anna Adamiak. Das Video wurde auf YouTube bereitgestellt.[36][37]

## Digitalisate
1. ↑  Johann Anton Koch: Des Herrn Abt Peter Metastasio Kayserl. Königl. Hofpoetens Dramatische Gedichte, aus dem Italiänischen übersetzt. Zweiter Band. Krauß, Frankfurt und Leipzig 1769 als Digitalisat beim Münchener Digitalisierungszentrum.
2. 1 2  Libretto (deutsch) der Oper von Francesco Bartolomeo Conti, Hamburg 1737 als Digitalisat bei der Staatsbibliothek zu Berlin.
3. ↑  Libretto (italienisch)  der Oper von Francesco Bartolomeo Conti, Wien 1732. Digitalisat im Corago-Informationssystem der Universität Bologna.
4. ↑  Libretto (italienisch/deutsch) der Oper von Antonio Bioni, Breslau 1732 als Digitalisat im Portal Internet Culturale.
5. ↑  Libretto (italienisch)  der Oper von Giovanni Porta, Venedig 1732. Digitalisat im Corago-Informationssystem der Universität Bologna.
6. ↑  Libretto (deutsch) der Oper von Giovanni Verocai, Braunschweig 1743 als Digitalisat beim Münchener Digitalisierungszentrum.
7. ↑  Libretto (italienisch)  der Oper von Baldassare Galuppi, Parma 1756. Digitalisat im Corago-Informationssystem der Universität Bologna.
8. ↑  Libretto (italienisch)  der Oper von Florian Leopold Gassmann, Venedig 1758. Digitalisat im Corago-Informationssystem der Universität Bologna.
9. ↑  Libretto (italienisch) der Oper von Giuseppe Scarlatti, Wien 1760 als Digitalisat im Museo internazionale e biblioteca della musica di Bologna.
10. ↑  Libretto (italienisch/englisch) der Oper von Pasquale Anfossi, London 1784 als Digitalisat im Museo internazionale e biblioteca della musica di Bologna.
11. ↑  Libretto (italienisch)  der Oper von Gaetano Marinelli, Venedig 1796. Digitalisat im Corago-Informationssystem der Universität Bologna.